# Кампестри-ди-Гояс
Кампестри-ди-Гояс (порт. Campestre de Goiás) — муниципалитет в Бразилии, входит в штат Гояс. Составная часть мезорегиона Юг штата Гойас. Входит в экономико-статистический микрорегион Вали-ду-Риу-дус-Бойс. Население составляет 3796 человек на 2006 год. Занимает площадь 273,816 км². Плотность населения — 13,9 чел./км².

## История
Город основан в 1949 году.

## Статистика
- Валовой внутренний продукт на 2003 год составляет 15 529 723,00 реалов (данные: Бразильский институт географии и статистики).
- Валовой внутренний продукт на душу населения на 2003 год составляет 4426,95 реалов (данные: Бразильский институт географии и статистики).
- Индекс развития человеческого потенциала на 2000 год составляет 0,715 (данные: Программа развития ООН).